# Liste des municipalités de l'État du Pará
L'État du Pará au Brésil compte 144 municipalités (municípios en portugais).

## Municipalités

### A/M
- Abaetetuba
- Abel Figueiredo
- Acará
- Afuá
- Água Azul do Norte
- Alenquer
- Almeirim
- Altamira
- Anajás
- Ananindeua
- Anapu
- Augusto Corrêa
- Aurora do Pará
- Aveiro

- Bagre
- Baião
- Bannach
- Barcarena
- Belém (capitale de l'État du Pará)
- Belterra
- Benevides
- Bom Jesus do Tocantins
- Bonito
- Bragança
- Brasil Novo
- Brejo Grande do Araguaia
- Breu Branco
- Breves
- Bujaru

- Cachoeira do Piriá
- Cachoeira do Arari
- Cametá
- Canaã dos Carajás
- Capanema
- Capitão Poço
- Castanhal
- Chaves
- Colares
- Conceição do Araguaia
- Concórdia do Pará
- Cumaru do Norte
- Curionópolis
- Curralinho
- Curuá
- Curuçá

- Dom Eliseu

- Eldorado dos Carajás

- Faro
- Floresta do Araguaia

- Garrafão do Norte
- Goianésia do Pará
- Gurupá

- Igarapé-Açu
- Igarapé-Miri
- Inhangapi
- Ipixuna do Pará
- Irituia
- Itaituba
- Itupiranga

- Jacareacanga
- Jacundá
- Juruti

- Limoeiro do Ajuru

- Mãe do Rio
- Magalhães Barata
- Marabá
- Maracanã
- Marapanim
- Marituba
- Medicilândia
- Melgaço
- Mocajuba
- Moju
- Mojuí dos Campos
- Monte Alegre
- Muaná

### N/X
- Nova Esperança do Piriá
- Nova Ipixuna
- Nova Timboteua
- Novo Progresso
- Novo Repartimento

- Óbidos
- Oeiras do Pará
- Oriximiná
- Ourém
- Ourilândia do Norte

- Pacajá
- Palestina do Pará
- Paragominas
- Parauapebas
- Pau d'Arco
- Peixe-Boi
- Piçarra
- Placas
- Ponta de Pedras
- Portel
- Porto de Moz
- Prainha
- Primavera

- Quatipuru

- Redenção
- Rio Maria
- Rondon do Pará
- Rurópolis

- Salinópolis
- Salvaterra
- Santa Bárbara do Pará
- Santa Cruz do Arari
- Santa Isabel do Pará
- Santa Luzia do Pará
- Santa Maria das Barreiras
- Santa Maria do Pará
- Santana do Araguaia
- Santarém
- Santarém Novo
- Santo Antônio do Tauá
- São Caetano de Odivelas
- São Domingos do Araguaia
- São Domingos do Capim
- São Félix do Xingu
- São Francisco do Pará
- São Geraldo do Araguaia
- São João da Ponta
- São João de Pirabas
- São João do Araguaia
- São Miguel do Guamá
- São Sebastião da Boa Vista
- Sapucaia
- Senador José Porfírio
- Soure

- Tailândia
- Terra Alta
- Terra Santa
- Tomé-Açu
- Tracuateua
- Trairão
- Tucumã
- Tucuruí

- Ulianópolis
- Uruará

- Vigia
- Viseu
- Vitória do Xingu

- Xinguara

## Sources
- Infos supplémentaires (cartes simple et en PDF, et informations sur l'État).
- Infos sur les municipalités du Brésil
- Liste alphabétique des municipalités du Brésil